# Helicoverpa nihoaensis
Helicoverpa nihoaensis är en fjärilsart som beskrevs av David F. Hardwick 1966. Helicoverpa nihoaensis ingår i släktet Helicoverpa och familjen nattflyn. Inga underarter finns listade i Catalogue of Life.